# Jacques Ary
Jacques Ary (eigentlich Henri Beauger, * 23. November 1919 in Saint-Sulpice-Laurière, Département Haute-Vienne; † 23. September 1974 in Paris) war ein französischer Boxer, Ringer, Wrestler, Drehbuchautor und Schauspieler.

## Leben
Ary spielte nach seiner Karriere im Sport ab 1949 als Schauspieler in annähernd 80 Filmen; für die französische Westernfilm-Parodie Dynamit Jack war er am Drehbuch beteiligt.
Für die internationale Auswertung seiner Tätigkeiten wurde er meist als Jack Ary geführt.

## Filmografie (Auswahl)
- 1951: Ma femme est formidable
- 1952: Die ehrbare Dirne (La P… respectueuse)
- 1953: Im Banne des blonden Satans (La môme vert de gris)
- 1957: Die Zwillinge und der Mörder (Les trois font la paire)
- 1958: Gigi
- 1958: Jakobowsky und der Oberst (Me and the Colonel)
- 1960: Dynamit Jack (Dynamite Jack) (auch Drehbuch)
- 1965: Scharfe Sachen für Monsieur (Le Corniaud)
- 1967: Flashman, der Unsichtbare (Flashman)
- 1977: Pourqui?